# Гаттузо, Дженнаро
Дженна́ро И́ван Гатту́зо (итал. Gennaro Ivan Gattuso; род. 9 января 1978, Корильяно-Калабро, Калабрия) — итальянский футболист и футбольный тренер. Чемпион мира 2006 года в составе сборной Италии. На клубном уровне известен по выступлениям за «Милан», с которым дважды побеждал в Лиге чемпионов УЕФА. Главный тренер сборной Италии.

## Карьера

### Клубная карьера

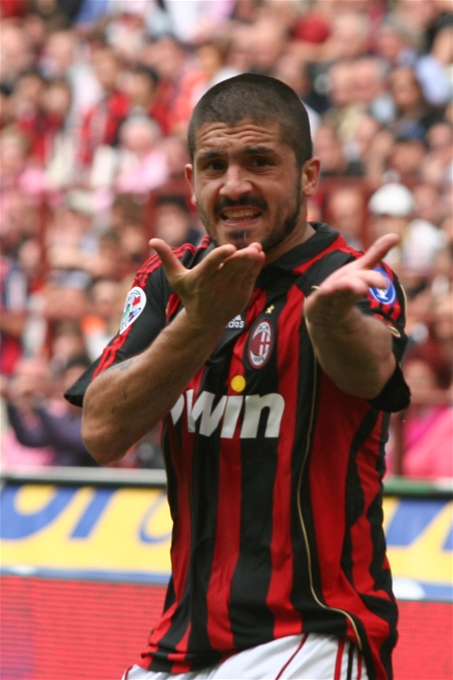
Дженнаро Гаттузо в составе «Милана»

Гаттузо начал свою футбольную карьеру в итальянском клубе «Перуджа», в составе которого дебютировал 22 декабря 1996 года в Серии А в матче против «Болоньи». Завоевать место в стартовом составе молодому полузащитнику не удалось, а команда по итогам сезона вылетела в Серию В.
В июле 1997 года он перешёл в шотландский «Рейнджерс», где стал основным игроком и завоевал восхищение болельщиков, а его «ультра-агрессивная» техника была смягчена тренировками и влиянием Уолтера Смита, в то время тренера «Рейнджерс». Дженнаро впоследствии описывал его как своего второго отца. Дик Адвокат, преемник Смита на тренерском посту, не нашёл в команде места для Гаттузо (иногда он даже использовал его на позиции крайнего защитника), в результате чего в октябре 1998 года Гаттузо был продан в итальянский клуб «Салернитана».
В сезоне 1998/99 Гаттузо провёл в составе этой команды 25 матчей в Серии А. Несмотря на то, что «Салернитана» вылетела в Серию В игра молодого полузащитника привлекла внимание более статусных клубов, среди которых были «Рома» и «Милан».
В итоге по прошествии десяти месяцев Гаттузо перешёл в «Милан» за 8 млн евро. Впервые за «россонери» Дженнаро сыграл 15 сентября 1999 года в матче Лиги чемпионов УЕФА с «Челси». В первом сезоне он провёл 22 матча и забил один гол. Гаттузо практически идеально вписался в состав команды, на долгие годы закрыв позицию опорного полузащитника. На поле его отличала жёсткость в единоборствах и неуступчивость, из-за чего он часто получал жёлтые карточки. В 2003 году игра Гаттузо помогла «Милану» одержать победу в Лиге чемпионов, а ещё через год одержать триумф в чемпионате Италии.
Начиная с сезона 2003/04 Гаттузо на протяжении пяти лет проводил не меньше 30 матчей в чемпионате Италии. В 2007 году «Милан» вновь одержал победу в Лиге чемпионов, финальный матч против «Ливерпуля» Гаттузо отыграл полностью и отметился тем, что получил жёлтую карточку. Последнего крупного успеха в «Милане» Дженнаро добился в 2011 году, когда в возрасте 33-х лет будучи игроком стартового состава помог ему завоевать очередной чемпионский титул. К тому времени он окончательно стал легендой клуба и любимцем болельщиков, которые ценили бойцовские качества Дженнаро как на поле, так и вне его.
13 мая 2012 года Гаттузо сыграл последний матч в футболке «Милана», отыграв все 90 минут с капитанской повязкой. Свой восьмой номер в «Милане» он передал Антонио Ночерино, который играл на той же позиции. Всего в составе «россонери» Гаттузо провёл 468 матчей, что является шестым результатом в истории клуба, и забил 11 голов.
15 июня 2012 в интернете появилась информация о том, что экс-полузащитник «Милана» может перейти в швейцарский «Сьон». Информация подтвердилась и через несколько дней было официально объявлено о трансфере Гаттузо. Как позже сам сказал игрок: «Я пришёл сюда, чтобы помочь „Сьону“ выигрывать и конкурировать с „Базелем“ за чемпионский титул. Я заверил руководство, что в моём лице команда получит трудолюбивого воина». Занимал должность играющего тренера, но 13 мая 2013 из-за неудовлетворительных результатов (10 очков в 11 матчах) покинул пост тренера, но остался игроком клуба «Сьон». В скором времени принял решение завершить игровую карьеру.

### Карьера в сборной Италии

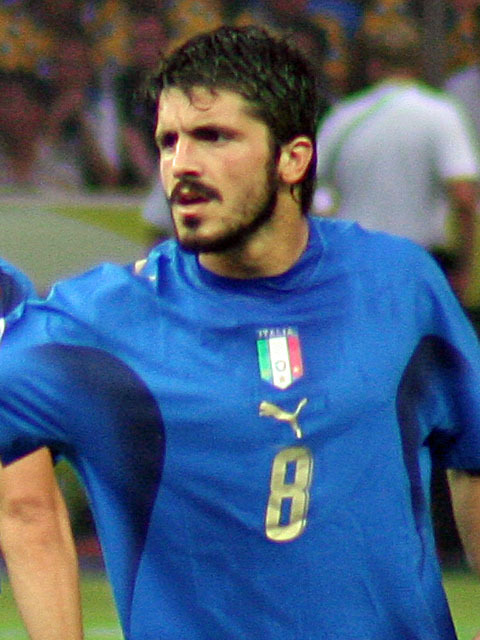
Гаттузо на чемпионате мира в Германии

В юношеской сборной Италии Гаттузо участвовал в чемпионате Европы для игроков в возрасте до 18 лет, где стал чемпионом Европы среди молодёжных команд в 2000 году.
В сборной Италии дебютировал в феврале 2000 года в матче против сборной Швеции. В заявку на Евро-2000 молодой полузащитник не попал из-за высокой конкуренции, но участвовал в летних Олимпийских играх 2000 года.
Начиная с 2002 года Гаттузо стал основным игроком итальянской сборной, в составе которой принял участие в трёх чемпионатах мира и двух чемпионатах Европы. Единственный мяч за сборную Италии Дженнаро забил 15 ноября 2000 года в Турине в товарищеском матче со сборной Англии (1:0).
В 2006 году на чемпионате мира в Германии Дженнаро был одним из ключевых футболистов сборной, он сыграл в шести из семи матчей турнира (не выступал в стартовом матче со сборной Ганы из-за травмы бедра). В финале против Франции провёл на поле все 120 минут, но в послематчевой серии одиннадцатиметровых ударов не бил. По итогам чемпионата Гаттузо был включён в сборную 23 звёзд турнира (кроме него из итальянских полузащитников в неё вошли Андреа Пирло и Франческо Тотти).
В 2010 году накануне чемпионата мира в ЮАР заявил, что принял решение завершить выступления за сборную Италии после этого турнира.

### Тренерская карьера
Сразу после окончания игровой карьеры Гаттузо принял решение стать тренером. Начало тренерской карьеры у итальянца выдалось не очень ярким: без особых успехов он на протяжении трёх месяцев тренировал «Палермо».
5 июня 2014 года Гаттузо возглавил греческий ОФИ, заключив контракт на 1 год, однако уже осенью собирался покинуть пост из-за финансовых проблем клуба. В итоге в декабре Гаттузо всё-таки уволился из клуба, а сам ОФИ был исключён из греческой Суперлиги.
20 августа 2015 года Гаттузо стал главным тренером «Пизы», выступавшей в Серии С. С новым тренером клубу удалось добиться права выступать в Серии В, однако удержаться во втором итальянском дивизионе команда не сумела. После вылета в Серию С Гаттузо покинул пост.
В июле 2017 года Гаттузо вернулся в «Милан», возглавив молодёжную команду. Однако уже 27 ноября Дженнаро стал главным тренером клуба, сменив на посту уволенного Винченцо Монтеллу. По окончании сезона 2018/2019 Дженнаро Гаттузо подал в отставку с поста главного тренера, отказавшись от положенной по контракту неустойки. «Милан» занял 5-е место в турнирной таблице, не попав в Лигу чемпионов.
11 декабря 2019 года назначен главным тренером «Наполи». Контракт подписан до конца сезона 2019/20 с возможностью продления ещё на год. 17 июня 2020 года привёл «Наполи» к победе в Кубке Италии, выиграв первый трофей в своей тренерской карьере. 23 мая 2021 года покинул пост сразу же после завершения последнего тура чемпионата Италии, по итогам которого его команда заняла 5-е место и упустила возможность попасть в Лигу чемпионов.
25 мая 2021 года возглавил «Фиорентину». Однако менее чем через месяц, 17 июня 2021 года, Дженнаро покинул клуб. По данным СМИ основной причиной этого стал конфликт тренера с руководством клуба из-за трансферной политики.
22 июня 2022 года Гаттузо возглавил испанскую «Валенсию», но не проработал в клубе и одного сезона. 1 февраля 2023 года Дженнаро самостоятельно покинул клуб, который на тот момент находился в 1 очке от зоны вылета. Тренер жаловался на недопонимание с руководством клуба и отсутствием новых трансферов.
С сентября 2023 Гаттузо был трудоустроен во французский «Марсель», который покинул спустя пять месяцев в связи с неудовлетворительными результатами. Команда при итальянце не одержала ни одной победы в январе и феврале 2024 года и находилась на девятой строчке турнирной таблицы.
12 июня 2024 года Гаттузо был назначен главным тренером хорватского «Хайдук Сплит». Контракт с клубом рассчитан до 2026 года.
В июне 2025 года после отставки Лучано Спаллетти назначен тренером главной сборной Италии.

## Личная жизнь
Гаттузо женат на своей давней подруге Монике, родившейся в Шотландии, но имеющей итальянские корни. С ней он познакомился в то время, когда играл в «Рейнджерс». У Дженнаро и Моники есть дочь Габриелла и сын Франческо.
Гаттузо страдает от аутоиммунного заболевания под названием глазная миастения. Он рассказал о своей болезни в конце 2020 года после того, как несколько раз выходил на поле с повязкой на глазу.

## Достижения

### В качестве игрока
«Милан»
- Чемпион Италии (2): 2003/04, 2010/11
- Обладатель Кубка Италии: 2002/03
- Обладатель Суперкубка Италии (2): 2004, 2011
- Победитель Лиги чемпионов УЕФА (2): 2002/03, 2006/07
- Обладатель Суперкубка УЕФА (2): 2003, 2007
- Победитель Клубного чемпионата мира: 2007

Сборная Италии
- Чемпион Европы среди юношей до 21 года: 2000
- Чемпион мира: 2006

### В качестве тренера
«Наполи»
- Обладатель Кубка Италии: 2019/20

### Личные
- Член символической сборной чемпионата мира 2006
- Лауреат премии Гаэтано Ширеа (2012)
- Введён в зал славы футбольного клуба «Милан»

## Статистика выступлений

### Клубная
| Клуб             | Сезон            | Чемпионат | Чемпионат | Кубок | Кубок | Еврокубки | Еврокубки | Прочие | Прочие | Всего | Всего |
| Клуб             | Сезон            | Игры      | Голы      | Игры  | Голы  | Игры      | Голы      | Игры   | Голы   | Игры  | Голы  |
| ---------------- | ---------------- | --------- | --------- | ----- | ----- | --------- | --------- | ------ | ------ | ----- | ----- |
| Перуджа          | 1995/96          | 2         | 0         | -     | -     | -         | -         | -      | -      | 2     | 0     |
| Перуджа          | 1996/97          | 8         | 0         | -     | -     | -         | -         | -      | -      | 8     | 0     |
| Перуджа          | Всего            | 10        | 0         | —     | —     | —         | —         | —      | —      | 10    | 0     |
| Рейнджерс        | 1997/98          | 29        | 3         | 9     | 0     | 2         | 1         | -      | -      | 40    | 4     |
| Рейнджерс        | 1998/99          | 5         | 0         | 1     | 0     | 5         | 1         | -      | -      | 11    | 1     |
| Рейнджерс        | Всего            | 34        | 3         | 10    | 0     | 7         | 2         | —      | —      | 51    | 5     |
| Салернитана      | 1998/99          | 25        | 0         | -     | -     | -         | -         | -      | -      | 25    | 0     |
| Салернитана      | Всего            | 25        | 0         | —     | —     | —         | —         | —      | —      | 25    | 0     |
| Милан            | 1999/2000        | 22        | 1         | 1     | 0     | 5         | 0         | -      | -      | 28    | 1     |
| Милан            | 2000/01          | 24        | 0         | 2     | 0     | 10        | 0         | -      | -      | 36    | 0     |
| Милан            | 2001/02          | 32        | 0         | 5     | 0     | 10        | 0         | -      | -      | 47    | 0     |
| Милан            | 2002/03          | 25        | 0         | 3     | 0     | 14        | 0         | -      | -      | 42    | 0     |
| Милан            | 2003/04          | 33        | 1         | 2     | 0     | 8         | 1         | 2      | 0      | 45    | 2     |
| Милан            | 2004/05          | 32        | 0         | 2     | 0     | 11        | 0         | 1      | 0      | 46    | 0     |
| Милан            | 2005/06          | 35        | 3         | 3     | 0     | 11        | 0         | -      | -      | 49    | 3     |
| Милан            | 2006/07          | 30        | 1         | 4     | 0     | 13        | 0         | -      | -      | 47    | 1     |
| Милан            | 2007/08          | 31        | 1         | 1     | 0     | 9         | 0         | 2      | 0      | 43    | 1     |
| Милан            | 2008/09          | 12        | 0         | -     | -     | 4         | 1         | -      | -      | 16    | 1     |
| Милан            | 2009/10          | 22        | 0         | 1     | 0     | 1         | 0         | -      | -      | 24    | 0     |
| Милан            | 2010/11          | 31        | 2         | 2     | 0     | 5         | 0         | -      | -      | 38    | 2     |
| Милан            | 2011/12          | 6         | 0         | -     | -     | -         | -         | 1      | 0      | 7     | 0     |
| Милан            | Всего            | 335       | 9         | 26    | 0     | 101       | 2         | 6      | 0      | 468   | 11    |
| Сьон             | 2012/13          | 27        | 1         | 5     | 0     | -         | -         | -      | -      | 32    | 1     |
| Сьон             | Всего            | 27        | 1         | 5     | 0     | —         | —         | —      | —      | 32    | 1     |
| Всего за карьеру | Всего за карьеру | 431       | 13        | 41    | 0     | 108       | 4         | 6      | 0      | 586   | 17    |

### В сборной
| 2000  | 6     | 1  |   |
| 2001  | 3     | 0  |   |
| 2002  | 10    | 0  |   |
| 2003  | 4     | 0  |   |
| 2004  | 9     | 0  |   |
| 2005  | 8     | 0  |   |
| 2006  | 10    | 0  |   |
| 2007  | 6     | 0  |   |
| 2008  | 9     | 0  |   |
| 2009  | 5     | 0  |   |
| 2010  | 3     | 0  |   |
| Всего | Всего | 73 | 1 |

### Тренерская
| Команда         | Начало работы    | Завершение работы | Показатели | Показатели | Показатели | Показатели | Показатели | Показатели | Показатели | Показатели |
| Команда         | Начало работы    | Завершение работы | М          | В          | Н          | П          | МЗ         | МП         | РМ         | % побед    |
| --------------- | ---------------- | ----------------- | ---------- | ---------- | ---------- | ---------- | ---------- | ---------- | ---------- | ---------- |
| Сьон            | 25 февраля 2013  | 25 марта 2013     | 3          | 0          | 1          | 2          | 1          | 4          | −3         | 000,00     |
| Палермо         | 19 июня 2013     | 25 сентября 2013  | 8          | 3          | 1          | 4          | 10         | 9          | +1         | 037,50     |
| ОФИ             | 1 июля 2014      | 30 декабря 2014   | 17         | 5          | 3          | 9          | 11         | 24         | −13        | 029,41     |
| Пиза            | 20 августа 2015  | 30 июня 2017      | 84         | 27         | 35         | 22         | 77         | 71         | +6         | 032,14     |
| Милан           | 27 ноября 2017   | 28 мая 2019       | 82         | 40         | 22         | 20         | 120        | 86         | +34        | 048,78     |
| Наполи          | 11 декабря 2019  | 23 мая 2021       | 81         | 47         | 12         | 22         | 151        | 95         | +56        | 058,02     |
| Валенсия        | 1 июля 2022      | 30 января 2023    | 22         | 7          | 5          | 10         | 37         | 29         | +8         | 031,82     |
| Олимпик Марсель | 27 сентября 2023 | 20 февраля 2024   | 24         | 9          | 9          | 6          | 37         | 26         | +11        | 037,50     |
| Хайдук Сплит    | 12 июня 2024     | 5 июня 2025       | 43         | 21         | 14         | 8          | 61         | 38         | +23        | 048,84     |
| Италия          | 15 июня 2025     |                   | 0          | 0          | 0          | 0          | 0          | 0          | +0         | —          |
| Итого           | Итого            | Итого             | 363        | 158        | 102        | 103        | 503        | 380        | +123       | 043,53     |